# Двайт Говард
Двайт Говард (англ. Dwight Howard; 8 грудня 1985) — американський професійний баскетболіст, центровий команди Ліги Т1 Таоюань Леопардс. Гравець збірної США. Отримав прізвисько «Супермен» після того, як виконав слем-данк, переодягнувшись у костюм супергероя.

## НБА
Обраний на драфті 2004 під 1 номером клубом «Орландо Меджик». Уже в дебютному сезоні він встановив декілька рекордів НБА: набираючи в середньому за гру 12,0 очок та 10,0 підбирань, Говард став наймолодшим гравцем в історії НБА, котрий набирав у середньому дабл-дабл за сезон, наймолодшим гравцем в історії НБА, котрий набирав у середньому не менше 10 підбирань за гру протягом сезону; також Говард став наймолодшим гравцем, котрий набрав у грі НБА не менше 20 підбирань. За результатами сезону Говард посів 3-тє місце в голосуванні на звання новачка року.
За три перші сезони в НБА Двайт не пропустив жодної гри регулярної першості. Лише одну гру він не розпочинав у стартовій п'ятірці. У сезоні 2006-07 «Меджик» уперше з 2003 року потрапили в плей-оф, а Говард був обраний у третю команду НБА.
У сезоні 2007-08 Говард знову не пропустив жодної гри. Його результати були достатньо хорошими для того, щоб Двайта обрали у стартову п'ятірку на гру всіх зірок НБА. Уперше в кар'єрі він був обраний у першу п'ятірку НБА та в другу захисну п'ятірку НБА.
У сезоні 2008-09 Говард записав у свій актив перший у кар'єрі трипл-дабл. 25 березня 2009 року у грі проти «Бостон Селтікс» Говард набрав 24 очки та 21 підбирання. У цій грі він записав у свій актив п'ятитисячне підбирання за кар'єру і став наймолодшим гравцем в історії НБА, котрий набрав за кар'єру 5000 підбирань. Протягом сезону Говард набирав 13,8 підбирання та 2,9 блокшота у середньому за гру; за обома показниками він посів 1-ше місце в лізі. За підсумками сезону Двайт потрапив у першу команду НБА, першу команду захисників НБА та одержав звання захисника року. Говард став наймолодшим гравцем в історії НБА, котрого було визнано захисником року.

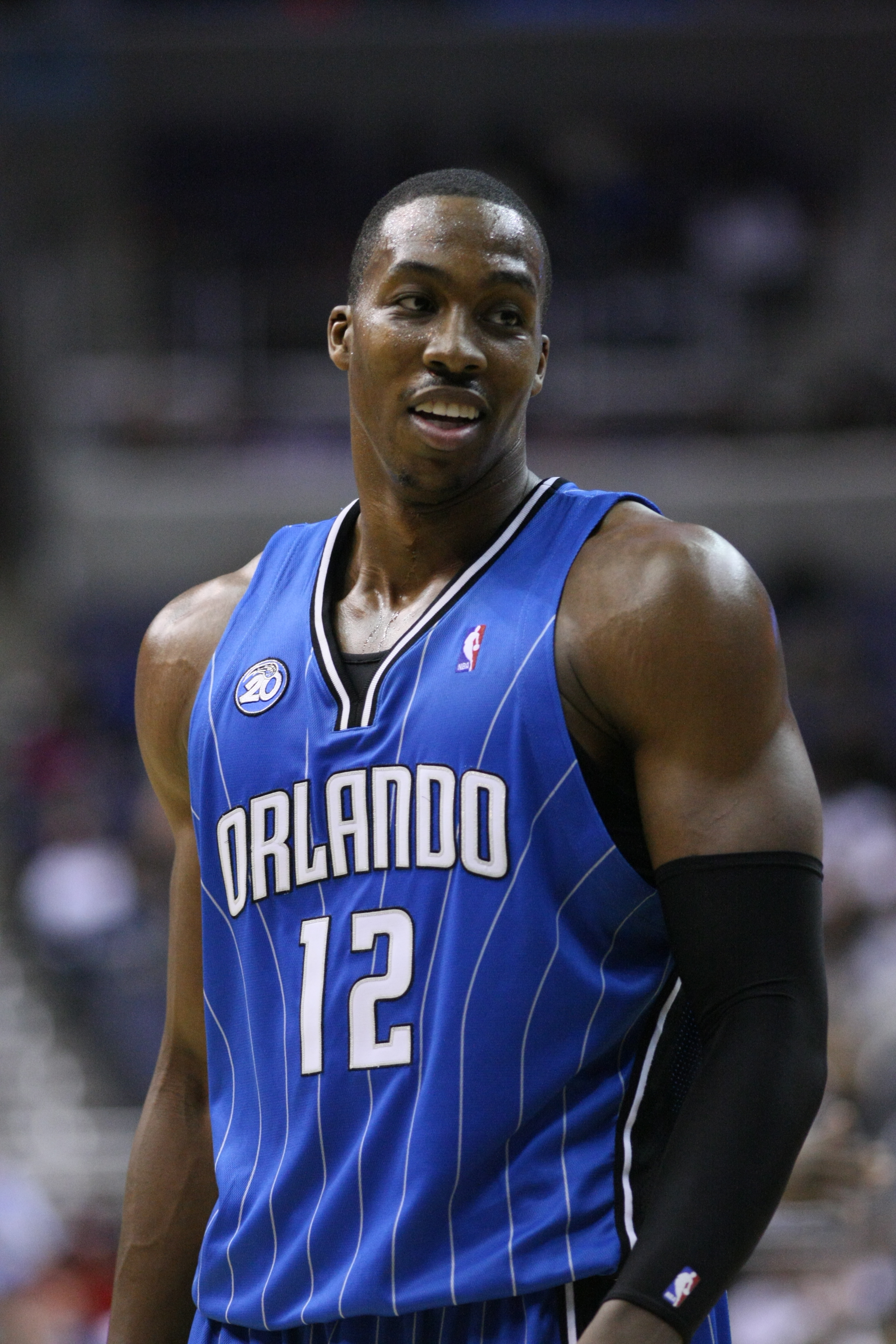
Двайт Говард (2009)

У сезоні 2009-10 Говард вдруге був названий захисником року та став першим гравцем в історії НБА, котрий два сезони поспіль займав 1-ше місце у лізі за кількістю блокшотів та підбирань. Також за результатами цього сезону він став першим гравцем в історії НБА, котрий 5 сезонів поспіль посідав 1-ше місце в лізі за кількістю підбирань.
За підсумками сезону 2010-11 Говарда визнали захисником року НБА. Він став першим гравцем в історії, котрий тричі поспіль одержував це звання.
24 січня 2012 року Говард вийшов на 1-ше місце в рейтингу гравців, котрі набрали найбільшу сумарну кількість очок за час виступів у складі «Меджик» у НБА.

### Статистика кар'єри в НБА

#### Регулярний сезон
| Сезон            | Команда          | GP   | GS   | MPG  | FG%   | 3P%  | FT%  | RPG   | APG | SPG | BPG  | PPG  |
| ---------------- | ---------------- | ---- | ---- | ---- | ----- | ---- | ---- | ----- | --- | --- | ---- | ---- |
| 2004–05          | Орландо          | 82   | 82*  | 32.6 | .520  | .000 | .671 | 10.0  | .9  | .9  | 1.7  | 12.0 |
| 2005–06          | Орландо          | 82*  | 81   | 36.8 | .531  | .000 | .595 | 12.5  | 1.5 | .8  | 1.4  | 15.8 |
| 2006–07          | Орландо          | 82*  | 82*  | 36.9 | .603  | .500 | .586 | 12.3  | 1.9 | .9  | 1.9  | 17.6 |
| 2007–08          | Орландо          | 82*  | 82*  | 37.7 | .599  | .000 | .590 | 14.2* | 1.3 | .9  | 2.1  | 20.7 |
| 2008–09          | Орландо          | 79   | 79   | 35.7 | .572  | .000 | .594 | 13.8* | 1.4 | 1.0 | 2.9* | 20.6 |
| 2009–10          | Орландо          | 82*  | 82*  | 34.7 | .612* | .000 | .592 | 13.2* | 1.8 | .9  | 2.8* | 18.3 |
| 2010–11          | Орландо          | 78   | 78   | 37.5 | .593  | .000 | .596 | 14.1  | 1.4 | 1.4 | 2.4  | 22.9 |
| 2011–12          | Орландо          | 54   | 54   | 38.3 | .573  | .000 | .491 | 14.5* | 1.9 | 1.5 | 2.1  | 20.6 |
| 2012–13          | Л. А. Лейкерс    | 76   | 76   | 35.8 | .578  | .167 | .492 | 12.4* | 1.4 | 1.1 | 2.4  | 17.1 |
| 2013–14          | Г'юстон          | 71   | 71   | 33.7 | .591  | .286 | .547 | 12.2  | 1.8 | .8  | 1.8  | 18.3 |
| 2014–15          | Г'юстон          | 41   | 41   | 29.8 | .593  | .500 | .528 | 10.5  | 1.2 | .7  | 1.3  | 15.8 |
| 2015–16          | Г'юстон          | 71   | 71   | 32.1 | .620  | .000 | .489 | 11.8  | 1.4 | 1.0 | 1.6  | 13.7 |
| 2016–17          | Атланта          | 74   | 74   | 29.7 | .633  | .000 | .533 | 12.7  | 1.4 | .9  | 1.2  | 13.5 |
| 2017–18          | Шарлотт          | 81   | 81   | 30.4 | .555  | .143 | .574 | 12.5  | 1.3 | .6  | 1.6  | 16.6 |
| 2018–19          | Вашингтон        | 9    | 9    | 25.6 | .623  | .000 | .604 | 9.2   | .4  | .8  | .4   | 12.8 |
| 2019–20†         | Л. А. Лейкерс    | 69   | 2    | 18.9 | .729  | .600 | .514 | 7.3   | .7  | .4  | 1.1  | 7.5  |
| 2020–21          | Філадельфія      | 69   | 6    | 17.3 | .587  | .250 | .576 | 8.4   | .9  | .4  | .9   | 7.0  |
| Кар'єра          | Кар'єра          | 1182 | 1051 | 32.6 | .586  | .159 | .566 | 12.1  | 1.4 | .9  | 1.9  | 16.2 |
| Матчі усіх зірок | Матчі усіх зірок | 8    | 6    | 23.3 | .642  | .154 | .450 | 8.8   | 1.5 | .6  | 1.1  | 12.1 |

#### Плейофф
| Сезон   | Команда       | GP  | GS  | MPG  | FG%  | 3P%  | FT%  | RPG  | APG | SPG | BPG | PPG  |
| ------- | ------------- | --- | --- | ---- | ---- | ---- | ---- | ---- | --- | --- | --- | ---- |
| 2007    | Орландо       | 4   | 4   | 41.8 | .548 | .000 | .455 | 14.8 | 1.8 | .5  | 1.0 | 15.3 |
| 2008    | Орландо       | 10  | 10  | 42.1 | .581 | .000 | .542 | 15.8 | .9  | .8  | 3.4 | 18.9 |
| 2009    | Орландо       | 23  | 23  | 39.3 | .601 | .000 | .636 | 15.3 | 1.9 | .9  | 2.6 | 20.3 |
| 2010    | Орландо       | 14  | 14  | 35.5 | .614 | .000 | .519 | 11.1 | 1.4 | .8  | 3.5 | 18.1 |
| 2011    | Орландо       | 6   | 6   | 43.0 | .630 | .000 | .682 | 15.5 | 0.5 | .7  | 1.8 | 27.0 |
| 2013    | Л. А. Лейкерс | 4   | 4   | 31.5 | .619 | .000 | .444 | 10.8 | 1.0 | .5  | 2.0 | 17.0 |
| 2014    | Г'юстон       | 6   | 6   | 38.5 | .547 | .000 | .625 | 13.7 | 1.8 | .7  | 2.8 | 26.0 |
| 2015    | Г'юстон       | 17  | 17  | 33.8 | .577 | .000 | .412 | 14.0 | 1.2 | 1.4 | 2.3 | 16.4 |
| 2016    | Г'юстон       | 5   | 5   | 36.0 | .542 | .000 | .368 | 14.0 | 1.6 | .8  | 1.4 | 13.2 |
| 2017    | Атланта       | 6   | 6   | 26.1 | .500 | .000 | .632 | 10.7 | 1.3 | 1.0 | .8  | 8.0  |
| 2020†   | Л. А. Лейкерс | 18  | 7   | 15.7 | .684 | .500 | .556 | 4.6  | .5  | .4  | .4  | 5.8  |
| 2021    | Філадельфія   | 12  | 0   | 12.4 | .533 | .000 | .600 | 6.3  | .7  | .2  | .5  | 4.7  |
| Кар'єра | Кар'єра       | 125 | 102 | 31.6 | .589 | .143 | .548 | 11.8 | 1.2 | .8  | 2.0 | 15.3 |

## Національна збірна
У складі збірної США — чемпіон Олімпійських ігор 2008 року, бронзовий призер чемпіонату світу 2006 року.